# José Vanzzino
José Vanzzino (* 7. Mai 1893 in Uruguay; † 29. Juni 1977) war ein uruguayischer Fußballspieler.

## Verein
Der linke Verteidiger Vanzzino, genannt Cochemba, spielte 1911 zunächst für Bristol. Mit dem Verein belegte er in jener Spielzeit den sechsten Tabellenplatz in der Primera División. Anschließend gehörte er von 1912 bis 1929 dem Kader Nacionals an. Mit den Bolsos, an deren Auslands-Tourneen der Jahre 1925 und 1927 er ebenfalls teilnahm, wurde er insgesamt – in den Spielzeiten 1912, 1915, 1916, 1917, 1919, 1920, 1922, 1923 und 1924 – neunmal Uruguayischer Meister. Mit seiner 19 Jahre umfassenden Laufbahn als aktiver Spieler ist er in dieser Hinsicht der Rekordspieler Nacionals und zudem derjenige Akteur der am längsten ununterbrochen für den Club spielte, denn der 20 Jahre vorweisende Héctor Scarone absolvierte 1939 und 1950 nur jeweils ein Spiel. Insgesamt bestritt Vanzzino von seinem Debüt gegen den River Plate Football Club bis zu seinem letzten Einsatz am 17. August 1930 420 Partien für die Bolsos.

## Nationalmannschaft
Vanzzino war auch Mitglied der uruguayischen A-Nationalmannschaft. Insgesamt absolvierte er von seinem Debüt am 15. August 1915 bis zu seinem letzten Spiel für die Celeste am 20. November 1927 37 Länderspiele. Einen Treffer erzielte er nicht.
Vanzzino nahm mit der Nationalelf an den Südamerikameisterschaften 1916 (ein Spiel), 1917 (drei Spiele), 1919 (vier Spiele), 1922 (vier Spiele), 1926 (vier Spiele) und 1927 (drei Spiele) teil. 1916, 1917 und 1926 gewann Uruguay den Titel.
Überdies siegte er mit der heimischen Nationalelf auch bei der Copa Newton 1917, bei der Copa Gran Premio de Honor Uruguayo 1918 sowie bei der Copa Club Círculo de La Prensa des Jahres 1919.

## Erfolge
- 3× Südamerikameister: 1916, 1917, 1926
- 9× Uruguayischer Meister: 1912, 1915, 1916, 1917, 1919, 1920, 1922, 1923, 1924
- Copa Newton: 1917
- Copa Gran Premio de Honor Uruguayo: 1918
- Copa Club Circulo de La Prensa: 1919